# Kazuya Okamura
Kazuya Okamura (岡村 和哉 Okamura Kazuya?), född 15 december 1987 i Okayama prefektur, är en japansk fotbollsspelare.
Okamura började sin karriär 2010 i Roasso Kumamoto. Efter Roasso Kumamoto spelade han för V-Varen Nagasaki, Kamatamare Sanuki och Giravanz Kitakyushu.